# Stone the Crow
Stone the Crow ist eine Rockband aus Schwäbisch Hall. 

## Geschichte
1998 konnte sie den Viva-Clip-Attack-Award gewinnen. Nach den beiden ersten Alben, die zwar zu Achtungserfolgen wurden, Stone the Crow aber noch nicht zum endgültigen Durchbruch verhelfen konnten, gab es 2001 einen Wechsel in der Bandbesetzung. Schlagzeuger Kai Ortmann wollte musikalisch andere Wege gehen als die übrigen Mitglieder und so kam Armin Dürl neu ins Team. Mit dem Ausstieg von Sebastian Hillnhütter (zumindest was das Touren angeht) stieß außerdem Peter Schmitt hinzu, der kurze Zeit später als festes Bandmitglied feststehen sollte.
Während Daylight eher aus dem Bereich Rock/Pop mit elektronischen Samples kam, orientierten sich einige Songs von Year of the Crow (2001) und Reduce to the Max (2002) in Richtung Nu Metal. 2007 erschien nach fünf Jahren Pause das neue Album Fitting the Pieces.
Die Musik zeigt Einflüsse von Depeche Mode, deren People Are People die Band als offiziell autorisierte Coverversion herausgab, sowie von Alice in Chains und Nine Inch Nails. 2007 spielten Stone the Crow als Vorgruppe von Aerosmith, 2009 von Sevendust.

## Name
Laut Sänger Marc kann man Stone the Crow nicht einfach ins Deutsche übersetzen, dieser Ausdruck der Verblüffung aus dem amerikanischen Slang bedeute etwa „Da brat’ mir doch einer nen Storch!“ oder „Wow!“.

## Diskografie
- 1999: Daylight
- 2001: Year of the Crow
- 2002: Reduce to the Max
- 2007: Fitting the Pieces

## Nebenprojekte
Sänger Marc Zillmann gründete 2010 gemeinsam mit Gitarrist Micki Richter, Gitarrist und Shouter Max Laßmann, Titelträger des Deutschen Rock und Pop Preises in der Kategorie „Hard..n..Heavy“, Dennis Hamm am Bass und Schlagzeuger Tino Calmbach, Finalist von „Mapex Drummer of Tomorrow“ die Band "Eyes of Solace".